# روش‌های کدگذاری در رایانه
روش‌های کدگذاری در رایانه متشکل از روش‌های مختلفی اعم از کد BCD، کد اسکی و کدگذاری یو تی اف است.

## کدگذاری
آنچه که واضح است نامفهوم بودن زبان انسان برای ماشین و از جمله رایانه است. به همین دلیل باید واسطه‌ی زبانی بین انسان و رایانه وجود داشته باشد تا بتوان استفاده راحتری از این وسیله کرد.
با توجه به این که تنها زبان مفهوم برای رایانه و سایر وسایل الکترونیکی دیگر زبان صفر و یک است، باید شیوه کدگذاری ما به شکلی باشد که با کمترین پیچیدگی و هزینه داده‌های خود را برای رایانه مفهوم کنیم. بر همین اساس متناسب با نوع داده روش‌های متفاوتی برای کد کردن داده‌ها وجود دارد.

## کد گذاری اعداد صحیح
برای کد کردن اعداد صحیح از سه روش اندازه-علامت، مکمل یک و مکمل دو استفاده می‌شود.
هر عدد صحیح مثبت نمایش یکتایی در مبنای دو دارد. پس برای نمایش اعداد صحیح مثبت و منفی به روش خاصی نیاز داریم:
1. روش اندازه-علامت: در این روش بیت سمت چپ به عنوان بیت علامت در نظر گرفته می‌شود که در صورتی که عدد صحیح مثبت باشد برابر صفر و اگر منفی باشد یک قرار داده می‌شود و در سایر بیت‌ها قدر مطلق عدد نوشته می‌شود. این روش برای نمایش اعداد مناسب است ولی در محاسبات اعداد کارایی ندارد. در این شیوه عدد صفر یکتا نیست و دو حالت مثبت و منفی دارد.
2. روش مکمل یک: نمایش اعداد مثبت مانند نمایش آن در روش اخیر است اما چنانچه بخواهیم یک عدد منفی را به صورت مکمل یک نمایش دهیم کافی است تمام بیت‌های نمایش صورت مثبت آن را وارون کنیم. این روش نسبت به روش قبلی کارایی بیشتری در محاسبات دارد.
3. روش مکمل دو: نمایش اعداد مثبت مانند نمایش آن در دو روش قبل است و نمایش اعداد منفی در آن با وارون کردن بیتها در نمایش قدرمطلق آن و جمع عدد حاصل با یک است. این روش نسبت به دوتای قبلی در محاسبات کارآمدتر است. مثلاً برای تفریق کافیست عدد اول را با منفی عدد دوم جمع کنیم، عدد حاصل جواب با نمایش مکمل دو آن است.

## کدگذاری اعداد اعشاری
در استاندارد IEEE ۷۵۴ (ممیز شناور): دو قالب برای نمایش اعداد اعشاری استفاده می‌شود:
- اعداد اعشاری کوتاه:

در این روش ۳۲ بیت در اختیار داریم که از چپ یک بیت(بیت شماره ۳۱) برای علامت(s) است که اگر عدد مثبت باشد برابر ۰ و اگر عدد منفی باشد برابر ۱ خواهد بود. پس از آن ۸ بیت(از شماره ۲۳ تا ۳۰) برای توان(e) قرار داده شده. سایر بیتها (از شماره ۰ تا ۲۲) برای قسمت اعشار پایه(m) در نظر گرفته شده‌است. از فرمول زیر برای تبدیل نمایش از این قالب به مبنای ده و برعکس آن استفاده می‌شود.
{\displaystyle v=(-1)^{s}\times 2^{e-127}\times 1.m}
برای مثال:
- اعداد اعشاری بلند(double):

Bit values for the IEEE 754 32bit float -118.625

در این روش ۶۴ بیت در اختیار داریم که از چپ یک بیت(بیت شماره ۶۳) برای علامت(s) است که اگر عدد مثبت باشد برابر ۰ و اگر عدد منفی باشد برابر ۱ خواهد بود. پس از آن ۱۱ بیت(از شماره ۵۲ تا ۶۲) برای توان(e) قرار داده شده. سایر بیتها (از شماره ۰ تا ۵۱) برای قسمت اعشار پایه(m) در نظر گرفته شده‌است. از فرمول زیر برای تبدیل نمایش از این قالب به حالت دهدهی و برعکس آن استفاده می‌شود.
{\displaystyle v=(-1)^{s}\times 2^{e-1023}\times 1.m}

## کد افزونی-k
گاهی اوقات در نمایش اعداد صحیح مثبت در حالت دودویی همه اعداد با عدد ثابت kای جمع می‌شوند که اکثراً این عدد ثابت ۳ (مازاد-۳) است. به این نوع کد، کد افزونی-k یا excess-k می‌گویند.
مثلاً عدد ۵ وقتی با کد مازاد-۳ و با ۴ بیت نمایش داده شود به شکل ۰۱۰۰ در می‌آید.

## کد BCD
(binary coded decimal)در شیوه ساده‌ای از نمایش اعداد صحیح مثبت برای هر رقم در نمایش دودویی آن چهار بیت قرار می‌دهیم. برای نمایش کل عدد گروه‌های چهار بیتی هر کدام از ارقام را کنار هم می‌گذاریم. نمایش اعداد کد شده به روش BCD نمایش ده و شانزده یکسانی دارند.
برای مثال عدد ۱۳۸۷ وقتی به صورت BCD کد شود نمایشی به شکل ۰۰۰۱۰۰۱۱۱۰۰۰۰۱۱۱ دارد.

## کد اسکی
(American Standard Code for Information Interchange) برای کد کردن کارکترهای زبان آمریکایی، کارکتر اعداد و سایر کارکترهای رایج از کد اسکی(اسکی (استاندارد)) استفاده می‌کنند. این شیوه کدگذاری از ۸ بیت استفاده می‌کند، پس ۲۵۶ کارکتر با این روش قابل کدگذاری است.
در جدول زیر کارکترها و شماره مربوط به آنها در کد اسکی (البته قسمت اول) آن آمده است.
```

Char  Dec  Oct  Hex | Char  Dec  Oct  Hex | Char  Dec  Oct  Hex | Char Dec  Oct   Hex
----
(nul)   0 0000 0x00 | (sp)   32 0040 0x20 | @      64 0100 0x40 | `      96 0140 0x60
(soh)   1 0001 0x01 | !      33 0041 0x21 | A      65 0101 0x41 | a      97 0141 0x61
(stx)   2 0002 0x02 | "      34 0042 0x22 | B      66 0102 0x42 | b      98 0142 0x62
(etx)   3 0003 0x03 | #      35 0043 0x23 | C      67 0103 0x43 | c      99 0143 0x63
(eot)   4 0004 0x04 | $      36 0044 0x24 | D      68 0104 0x44 | d     100 0144 0x64
(enq)   5 0005 0x05 | %      37 0045 0x25 | E      69 0105 0x45 | e     101 0145 0x65
(ack)   6 0006 0x06 | &      38 0046 0x26 | F      70 0106 0x46 | f     102 0146 0x66
(bel)   7 0007 0x07 | '      39 0047 0x27 | G      71 0107 0x47 | g     103 0147 0x67
(bs)    8 0010 0x08 | (      40 0050 0x28 | H      72 0110 0x48 | h     104 0150 0x68
(ht)    9 0011 0x09 | )      41 0051 0x29 | I      73 0111 0x49 | i     105 0151 0x69
(nl)   10 0012 0x0a | *      42 0052 0x2a | J      74 0112 0x4a | j     106 0152 0x6a
(vt)   11 0013 0x0b | +      43 0053 0x2b | K      75 0113 0x4b | k     107 0153 0x6b
(np)   12 0014 0x0c | ,      44 0054 0x2c | L      76 0114 0x4c | l     108 0154 0x6c
(cr)   13 0015 0x0d | -      45 0055 0x2d | M      77 0115 0x4d | m     109 0155 0x6d
(so)   14 0016 0x0e | .      46 0056 0x2e | N      78 0116 0x4e | n     110 0156 0x6e
(si)   15 0017 0x0f | /      47 0057 0x2f | O      79 0117 0x4f | o     111 0157 0x6f
(dle)  16 0020 0x10 | 0      48 0060 0x30 | P      80 0120 0x50 | p     112 0160 0x70
(dc1)  17 0021 0x11 | 1      49 0061 0x31 | Q      81 0121 0x51 | q     113 0161 0x71
(dc2)  18 0022 0x12 | 2      50 0062 0x32 | R      82 0122 0x52 | r     114 0162 0x72
(dc3)  19 0023 0x13 | 3      51 0063 0x33 | S      83 0123 0x53 | s     115 0163 0x73
(dc4)  20 0024 0x14 | 4      52 0064 0x34 | T      84 0124 0x54 | t     116 0164 0x74
(nak)  21 0025 0x15 | 5      53 0065 0x35 | U      85 0125 0x55 | u     117 0165 0x75
(syn)  22 0026 0x16 | 6      54 0066 0x36 | V      86 0126 0x56 | v     118 0166 0x76
(etb)  23 0027 0x17 | 7      55 0067 0x37 | W      87 0127 0x57 | w     119 0167 0x77
(can)  24 0030 0x18 | 8      56 0070 0x38 | X      88 0130 0x58 | x     120 0170 0x78
(em)   25 0031 0x19 | 9      57 0071 0x39 | Y      89 0131 0x59 | y     121 0171 0x79
(sub)  26 0032 0x1a | :      58 0072 0x3a | Z      90 0132 0x5a | z     122 0172 0x7a
(esc)  27 0033 0x1b | ;      59 0073 0x3b | [      91 0133 0x5b | {     123 0173 0x7b
(fs)   28 0034 0x1c | <      60 0074 0x3c | \      92 0134 0x5c | |     124 0174 0x7c
(gs)   29 0035 0x1d | =      61 0075 0x3d | ]      93 0135 0x5d | }     125 0175 0x7d
(rs)   30 0036 0x1e | >      62 0076 0x3e | ^      94 0136 0x5e | ~     126 0176 0x7e
(us)   31 0037 0x1f | ?      63 0077 0x3f | _      95 0137 0x5f | (del) 127 0177 0x7f

```

### UTF32

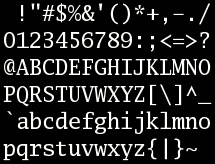
95 کاراکتر اسکی قابل چاپ وجود دارند، از 32 تا 126.